# Clorpropamide
Clorpropamide è un ipoglicemizzante orale appartenente al gruppo delle sulfaniluree di prima generazione, scoperto alla fine degli anni '50 e caratterizzata da una lunga durata d'azione.
È stata impiegata come farmaco per il trattamento del diabete mellito di tipo 2. È stata prodotta e venduta dalla società farmaceutica Laboratori Guidotti S.p.A. con il nome commerciale di Diabemide nella forma farmaceutica di compresse contenenti 250 mg di principio attivo. In Italia non è più autorizzata.

## Chimica
Il composto si presenta come una polvere cristallina bianca o quasi bianca. Evidenzia il fenomeno del polimorfismo. Praticamente insolubile nell'acqua appare invece facilmente solubile in etanolo, acetone e diclorometano.

## Farmacodinamica
Clorpropamide, similmente ad altre molecole della stessa classe (sulfaniluree) esercita la sua azione ipoglicemizzante determinando la secrezione di insulina da parte delle β-cellule funzionanti delle isole pancreatiche. La molecola possiede un'azione rapida, intensa e prolungata. Il meccanismo d'azione nei trattamenti a lungo termine sembra basarsi anche su altri fattori extra-pancreatici associati alle sulfaniluree, quali inibizione della produzione di glucosio da parte del fegato, riduzione della degradazione epatica dell'insulina endogena, e a livello periferico aumento della sensibilità dei tessuti periferici all'insulina (forse per aumento dei recettori insulinici).
La molecola sembra possedere un'azione di sensibilizzazione dei tubuli renali all'ormone antidiuretico, e pertanto è stata anche utilizzata in soggetti affetti da diabete insipido.

## Farmacocinetica
Dopo somministrazione per via orale clorpropamide è rapidamente assorbita dal tratto gastrointestinale. La biodisponibilità assoluta si aggira intorno al 90%. Un picco plasmatico (Cmax) compare 2-4 ore (Tmax) dopo la somministrazione orale. La sua azione ipoglicemizzante insorge entro un'ora dall'assunzione, è massima in 3-6 ore e permane per circa 24 ore. La molecola si lega assai ampiamente alle proteine plasmatiche (circa per il 95%), in particolare all'albumina. La sua emivita è di circa 36 ore. 
Il volume di distribuzione del farmaco è di 0,1-0,3 l/kg. 
All'interno dell'organismo clorpropamide è parzialmente metabolizzata nella ghiandola epatica, dando luogo a metaboliti attivi e inattivi. L'eliminazione avviene attraverso l'emuntorio renale si come farmaco immodificato che come metaboliti (in particolare 2-idrossi-clorpropamide e p-clorobenzene-sulfanilurea).

## Tossicologia
Il valore della DL50 nel ratto, quando il composto venga somministrato per via intraperitoneale, è pari a 580 mg/kg peso corporeo. Gli studi usuali di sicurezza, tossicità, genotossicità e potenziale carcinogenetico, nonché di tossicità riproduttiva non hanno evidenziato alcun rischio per l'essere umano.

## Usi clinici
Il farmaco è impiegato nel trattamento del diabete mellito non insulino-dipendente (cosiddetto tipo 2).
Al contrario delle altre sulfaniluree clorpropamide può essere talvolta utilizzata nel trattamento del diabete insipido non grave.

## Effetti collaterali e indesiderati
L'evento avverso più rischioso che si può manifestare in corso di trattamento è l'ipoglicemia, in particolar modo se il trattamento è stato prolungato.

Gli effetti collaterali più comuni sono a carico della cute e del tessuto sottocutaneo: eruzioni cutanee, rash cutaneo, fotoallergia e sindrome di Stevens-Johnson (in rari casi). 
Effetti indesiderati meno comuni risultano a carico del sistema gastrointestinale: dispepsia, nausea, vomito e diarrea. 
Il farmaco può causare rossore facciale dopo l'ingestione di alcol.

A dosaggi molto elevate può aumentare la secrezione di ormone antidiuretico (ADH), la qual cosa può portare a iponatriemia.

## Controindicazioni
Il composto non deve essere utilizzato nei soggetti con ipersensibilità nota al principio attivo oppure ad uno qualsiasi degli eccipienti contenuti nella formulazione farmacologica.

Come le altre sulfaniluree non deve essere somministrato a soggetti con diabete mellito insulino-dipendente. 
L'uso è controindicato anche nel trattamento del diabete mellito non insulino-dipendente, nei pazienti anziani e in quelli che presentano chetoacidosi, gravi infezioni, stress, traumi recenti.
 
Il farmaco non deve essere assunto da soggetti che presentano insufficienza renale, epatica e tiroidea. 
L'effetto antidiuretico può causare problemi se il farmaco è somministrato a pazienti con precedenti fenomeni di ritenzione idrica.

## Dosi terapeutiche
Clorpropamide è somministrata per via orale con una dose iniziale pari a 250 mg al giorno, che debbono essere assunti al mattino con la colazione. Dopo circa 6-7 giorni di trattamento, è possibile raggiungere una dose di mantenimento che è personalizzata e in genere può variare da 100 a 500 mg al giorno.

## Sovradosaggio
In caso di intossicazione acuta è possibile che si manifesti un quadro ipoglicemico estremamente grave che può giungere fino al coma ed alla morte del paziente.

I segni predominanti sono quelli di tipo neurologico, legati all'ipoglicemia: cefalea, nausea, vomito, agitazione psicomotoria ed aggressività, stato confusionale, linguaggio incoerente e talvolta afasia, alterazioni della visione, tremori, parestesie, paresi, sensazioni vertiginose, delirio, convulsioni cerebrali, stato soporoso e graduale riduzione dello stato di coscienza fino al coma.

Sudorazione, cute umida, palpitazioni, aritmie cardiache, ansia, tachicardia ed ipertensione arteriosa sono segni e sintomi generalmente associati ad una aumentata attività adrenergica con finalità compensatorie e di allarme.
In fase terminale il respiro si fa superficiale e si accompagna a bradicardia.

Il trattamento è di supporto e si associa ad infusioni di soluzione glucosata idonee al reintegro ed alla conservazione di una glicemia nel range di normalità. È opportuno associare alle infusioni il glucagone per stimolare anche la glicogenolisi epatica.
Se l'infusione di soluzioni glucosate, anche più concentrate della normale soluzione glucosata al 5%, non sono sufficienti a controllare l'ipoglicemia, è opportuno prendere in considerazione la somministrazione endovenosa di diazossido, che agisce come antagonista dell'insulina.

## Gravidanza ed allattamento
Allo stato attuale delle conoscenze non esistono studi adeguati e ben controllati in donne in stato di gravidanza che abbiano assunto clorpropamide. Per tale motivo il farmaco non è raccomandato per il trattamento di pazienti diabetiche gravide.
Poiché concentrazioni ematiche anormali di glucosio durante la gravidanza, ed in particolare le fluttuazioni della glicemia, possono essere associate con un'elevata incidenza di anomalie congenite, si ritiene che l'insulina, per la sua capacità di mantenere sotto controllo la glicemia e per l'assenza di effetti potenzialmente tossici sul feto (l'insulina non oltrepassa la barriera placentare) resti il trattamento di scelta nelle donne diabetiche gravide.

La Food and Drug Administration (FDA) ha inserito la clorpropamide in classe C per l'uso in gravidanza. In questa classe sono inseriti i farmaci privi di studi controllati sulle donne ma i cui studi sugli animali hanno rilevato effetti dannosi sul feto (teratogenico, letale o altro), oppure i farmaci per i quali non sono disponibili studi né sull'uomo né sull'animale.
È noto che gli ipoglicemizzanti appartenenti alla classe delle sulfaniluree vengono secreti nel latte materno, anche se alcune molecole (segnatamente glibenclamide e glipizide) sono probabilmente compatibili con l'allattamento al seno. I farmaci caratterizzati da breve durata d'azione sono in genere da preferirsi durante l'allattamento, al fine di evitare il possibile accumulo nell'organismo del neonato. Il monitoraggio della glicemia nel sangue del bambino allattato al seno è perciò consigliabile nel caso la madre assuma ipoglicemizzanti orali.
Tuttavia ad oggi non risulta pubblicato alcuno studio sulla secrezione di clorpropamide nel latte materno e per questo motivo, precauzionalmente, la molecola non dovrebbe essere assunta dalle donne che allattano.